# Ludwig Wesch
Ludwig Wesch (* 14. April 1909 in Heidelberg; † 7. Juli 1994 ebenda) war ein deutscher Physiker, Hochschullehrer und Funktionär des Sicherheitsdienstes des Reichsführers SS (SD) im Dritten Reich.

## Leben
Ludwig Wesch erwarb sein Abitur im Jahre 1927 und begann anschließend ein Studium der Physik an der Ruprecht-Karls-Universität Heidelberg. Als Student wurde er 1929 Mitglied der NSDAP und im NS-Studentenbund. Er war der erste Führer der Studenten-SA in Heidelberg. Wesch wechselte 1931 von der SA zur SS und wurde auch ein SD-Mann der ersten Stunde, dessen Strukturen er mit aufbaute.
Im Jahre 1931 promovierte Wesch als einer der letzten Doktoranden bei Philipp Lenard und zudem auch bei Ferdinand Schmidt als Korreferenten mit der Dissertation Verfärbung und Phosphoreszenz durch Kathoden und Hochfrequenzstrahlen. Durch diese geprägt war auch Wesch ein Anhänger der sogenannten Deutschen Physik. Nach der Promotion arbeitete Wesch beim Krebsforschungsinstitut im Samariterhaus.

### Mitaufbau des Sicherheitsdienstes
Nachdem 1931 die bayrische NS-Gauleitung und die Oberste SA-Führung dem polizeilichen Einsatz von Agenten erlagen, wurde Anfang August 1931 Reinhard Heydrich von Heinrich Himmler mit dem Aufbau eines SS-Nachrichtendienstes beauftragt, der dem üblichen militärischen Sprachgebrauch folgend anfangs das Kürzel Ic hatte. Im September wurde damit begonnen in den SS-Abschnitten sogenannte „Beobachtungs- und Abwehrstellen“ einzurichten, die in die Bewegung eingeschleuste staatliche oder kommunistische Informanten enttarnen sollten. Ludwig Wesch war zuständig für den Aufbau des Nachrichtenwesens im SS-Abschnitt Südwest. Zur internen Nachrichtenübermittlung baute die SS einen geheimen „Rundfunkdienst“ auf, wobei es ihr gelang, diesen Münchner Schwarzsender einem Zugriff durch die Polizei zu entziehen. Später schrieb Wesch als SD-Mann weltanschauliche Beurteilungen sämtlicher Mitglieder der Naturwissenschaftlich-Mathematischen Fakultät an seiner Universität.

### Agitation für die sogenannte „Deutsche Physik“
Nach der Machtergreifung durch die Nationalsozialisten 1933 versuchten die Wortführer der „Deutschen Physiker“ Philipp Lenard und Johannes Stark die neuen Machtverhältnisse für die Verbreitung ihrer Auffassung zu nutzen und dementsprechend Einfluss bei der Stellenbesetzung zu nehmen. Wesch wurde im Mai 1933 an das Philipp-Lenard-Institut berufen, um v. a. Funktechnik und Fernsehen zu bearbeiten. Im Jahre 1935 erhielt er als Dozent einen Lehrauftrag für theoretische Schwingungslehre und Funktechnik. Anfang Januar 1936 nahm Wesch ebenso wie die Vertreter der „Deutschen Physik“ Alfons Bühl und Rudolf Tomaschek an einem „Physikerlager“ teil, das an der Technischen Hochschule Darmstadt veranstaltet wurde. Dort zugegen war als Hörer der Berliner Student Willi Menzel, der Ende des Monats im Völkischen Beobachter mit dem Artikel „Deutsche Physik und jüdische Physik“ einen scharfen Angriff gegen die moderne Physik führte. Als Reaktion auf diesen öffentlichen Angriff veröffentlichte der theoretische Physiker Werner Heisenberg im Februar eine Erwiderung ebenfalls im Völkischen Beobachter und wandte sich an das Reichserziehungsministerium, wo der den Fall mit Rudolf Mentzel besprach, der ihm eine Denkschrift zur Verteidigung vorschlug. Das von Heisenberg zusammen mit Max Wien und Hans Geiger verfasste Memorandum wurde von einer großen Mehrheit der Physiker unterschrieben.
Im darauffolgenden Jahr 1937 waren es Cassidy zufolge Ludwig Wesch und Hermann Beuthe, die den Schwarze-Korps-Herausgeber Gunter d’Alquen dazu bewegten, wiederum einen Artikel der sogenannten „Deutschen Physiker“ zu publizieren. Es handelte sich um den berüchtigten Artikel „Weiße Juden in der Wissenschaft“ von Johannes Stark, der im Juli 1937 erschien. Heisenberg wandte sich nun direkt an den SD und Himmler, dessen Eltern und Heisenbergs Eltern sich kannten, unterband nach einer Untersuchung fortan weitere derartige Artikel in der SS-Zeitung.
1937 wurde Wesch zum außerordentlichen Professor an der Universität Heidelberg ernannt.
Einen weiteren Anlauf nahm Wesch mit der Veröffentlichung eines Artikels in der Reichszeitung des NS-Lehrerbundes im Jahre 1939. Zudem nahm er an den Physiker-Gesprächen im November 1940 an der Ludwig-Maximilians-Universität München teil, wo Vertreter der „Deutschen Physik“ mit Vertretern der modernen Physik diskutierten, wobei letztere sich durchsetzten, worauf die moderne Physik parteiamtlich anerkannt wurde.
Im Juli 1943 wurde Wesch zum ordentlichen Professor für Technische Physik berufen. Bei ihm als Korreferent promovierte im gleichen Jahr Alexander Lippisch.
Nach dem Ende des Zweiten Weltkrieges wurde Ludwig Wesch im Oktober 1945 aus dem Hochschuldienst entlassen.
In Heidelberg gründete Wesch die Firma ELTRO und veröffentlichte zahlreiche Patente.

## Publikationen
- Verfärbung und Phosphoreszenz durch Kathoden und Hochfrequenzstrahlen, Dissertation, 1932.
- Die Zukunft der deutschen Physik. Eine Betrachtung zur Schulphysik, in: Der deutsche Erzieher. Reichszeitung des NSLB, 1939.
- Über die optisch-elektrischen Eigenschaften der Lenardphosphore, in: Annalen der Physik, 1941.
- Lenards Werk – Vorbild zukünftiger Forschung, Zeitschrift für die gesamten Naturwissenschaften 8, 1942.
- Hrsg.: Philipp Lenard: Wissenschaftliche Abhandlungen aus den Jahren 1886–1932. Band 1: Hydrodynamische und gastheoretische Arbeiten, 1942.
- Hrsg.: Philipp Lenard: Wissenschaftliche Abhandlungen aus den Jahren 1886–1932. Band 2: Phosphoreszenz, 1943.